# Ted Markland
Pour les articles homonymes, voir Markland.
Ted Markland, né le 15 janvier 1933 aux États-Unis et mort le 18 décembre 2011 à Yucca Valley (Californie), est un acteur américain.

## Biographie
Ted Markland est apparu dans plusieurs films à succès tels que Vol au-dessus d'un nid de coucou, 48 heures de plus ou encore Dernier Recours.

## Filmographie

### Cinéma
- 1961 : Le Roi des imposteurs : Seaman (non crédité)
- 1965 : Sur la piste de la grande caravane : Bandmaster
- 1967 : L'Or des pistoleros : le 2e soldat
- 1968 : Le Fantôme de Barbe-Noire : Charles
- 1968 : Angels from Hell (en) : Smiley
- 1971 : L'Homme sans frontière : Luke
- 1971 : The Last Movie : Big Brother
- 1971 : Welcome home, soldier boys : Hick #1
- 1972 : Doomsday Machine
- 1972 : Tombe les filles et tais-toi : le 2e voyou
- 1972 : Fureur apache : un patrouilleur
- 1973 : Jory : Capt. Hap Evans
- 1975 : Vol au-dessus d'un nid de coucou : Hap Arlich
- 1976 : Colère froide : Hal Fraser
- 1977 : The Great Gundown : Herien
- 1977 : Which way is up ? : Goon
- 1979 : Wanda Nevada : Strap Pangburn
- 1981 : King of the Mountain : le conducteur de la limousine
- 1986 : Eye of the Tiger : Floyd
- 1987 : Pacte avec un tueur : l'homme du bar
- 1988 : Colors de Dennis Hopper : le 3e officier du C.R.A.S.H.
- 1989 : Liberty & Bash : Smitty
- 1990 : 48 heures de plus : Malcolm Price
- 1990 : Une trop belle cible : l'homme du Van (non crédité)
- 1990 : Fatal Mission : un agent de la CIA
- 1993 : Merlin : Vandersman
- 1993 : Live by the fist : Sacker
- 1993 : American Kickboxer 2 : Xavier
- 1994 : Confessions of a hitman : Mickey
- 1994 : The Outsider (en) : colonel Howling
- 1995 : Wild Bill : Tommy Drum
- 1995 : The Friends of Harry : Bradley
- 1995 : Guns and Lipstick : Sébastian
- 1995 : Blood Rings 2 : Collantes
- 1996 : Dernier Recours : le député Bob
- 1997 : La Piste du tueur : le barman
- 2003 : Fabulous Shiksa in distress : Smiley
- 2006 : Cyxork 7 : Jake Sternoff

### Télévision
- 1958 : The Rough Riders : épisode The Counterfeiters
- 1958 : The Restless Gun : Collie Smith, épisode Peligroso
- 1959 : MacKenzie's Raiders : le caporal Jones, épisode Mutiny
- 1959 : Highway Patrol : Ray, épisode Fire
- 1959 : Buckskin : Nestor, épisode Coup Stick
- 1959 : The Restless Gun : Kurt Braunfeld, épisode Better than a cannon
- 1959 : Bourbon Street Beat : Bud Brassler, épisode Secret of Hyacinth Bayou
- 1959 : Have Gun - Will Travel : Patterson, épisode Incident of Borrasca Bend
- 1960 : Bat Masterson : Lem Taylor, épisode Cattle and Cane
- 1960 : Bourbon Street Beat : Artie Clare, épisode Last Exit
- 1960 : Tate : Bill Towey, épisode Tigrero
- 1960 : Have Gun - Will Travel : Shorty, épisode The Search
- 1961 : Outlaws : Cass, épisode The Little Colonel
- 1965 : 12 O'Clock High (en) : le sergent, épisode Big Brother
- 1965 : Les Mystères de l'Ouest : Jack Talbot, épisode The Night of the red-eyed madmen
- 1966 : Bonanza : Boone Jordan, épisode Credit for a kill
- 1967 : Les Envahisseurs : Male Alien, épisode The ivy curtain
- 1967-1969 : Chaparral : Reno, 38 épisodes
- 1970 : Nanny et le professeur : le prof d'art, épisode My son, the sitter
- 1973 : Hec Ramsey : Lee Skinner, épisode A Hard Road to vengeance
- 1977 : The Hostage Heart (en) (téléfilm) : Carl Ollsen
- 1977 : Relentless (téléfilm) : Lt. Dan Barrackough
- 1977 : L'Âge de cristal : Karlin, épisode Logan's Run
- 1977 : La Main rouge : le shérif, épisode Devil's canyon
- 1977 : Drôles de dames : Ed Cole, épisode Angels on Horseback
- 1978 : 200 dollars plus les frais : Mel, épisode Dwarf in a helium hat
- 1978 : L'Incroyable Hulk : Marty Hammond, épisode The Waterfront Story
- 1978 : La Conquête de l'Ouest : Nugget, épisode pilote
- 1978 : Hawaï police d'État : Eddie Clark, épisode A Stranger in his grave
- 1979 : Dallas : le député, épisode Mother of the Year
- 1980 : L'Incroyable Hulk : Ike, épisode Free Hall
- 1980 : Shérif, fais-moi peur (série TV) : "Souvenir de guerre" (Saison 2 - Episode 15) : Flint
- 1981 : Des Filles canon (téléfilm) : un officier patrouilleu (non crédité)
- 1981 : Sizzle (téléfilm) : un gardien
- 1981 : Hardcase (téléfilm) : Brine
- 1981 : Falcon Crest : épisode The Tangled Vines
- 1982 : Cagney et Lacey : McGrath, épisode Beyond the golden door
- 1982 : Father Murphy : Frank, 4 épisodes
- 1982 : K 2000 : Sgt. Wallace, épisode No Big Thing
- 1983 : Simon et Simon : Ed Williams, épisode What's in a gnome ?
- 1983 : Seven Brides for Seven Brothers (en) : le pilote, épisode The Rescue
- 1983 : L'Agence tous risques : Logan Watkins, épisode A Nice Place to visit / Giddings, épisode Labor pains
- 1983 : Capitaine Furillo : Haggerty, épisode Eugene's comedy empire strikes back
- 1984 : Shérif, fais-moi peur : Perry, saison 7 épisode 10 "Menace sur le Hazzard Express"
- 1984 : Simon et Simon : l'homme de main de Carl, épisode Who killed the Sixties ?
- 1985 : L'Homme qui tombe à pic : épisode Dead Ringer
- 1986 : Hooker : le camionneur, épisode Nightmare
- 1987 : Simon et Simon : Hemmings, épisode Walking Point
- 1987 : Rick Hunter : le propriétaire du PickUp, épisode Straight to the heart
- 1988 : Santa Barbara : le chef des pompiers, épisode #1 / 974
- 1989 : Falcon Crest : le premier garde, épisode Charley
- 1991 : Rick Hunter : Dirk Baker, épisode Little Man with a big reputation
- 1991 : Arabesque : Capt. Ned Keller, épisode Thicker than water
- 1993 : Le Rebelle : Pappy Boyd, épisode The Hot Tip
- 1994 : Brisco County : Duster #1, épisode Wild Card
- 1994 : Alerte à Malibu : Laimbeer, épisode Trading Places
- 1995 : Bonanza : Under attack (téléfilm) : Cole
- 2007 : The Benvenuti Family : Salvatore Mercado